# ドラック
もしかして
- ドラッグ
- トラック

のいずれかではありませんか？